# Carlos Llavador
Carlos Llavador Fernández, né le 26 avril 1992 à Madrid, est un escrimeur espagnol.

## Carrière
Seulement classé 136e mondial, Llavador remporte une médaille de bronze aux championnats d'Europe d'escrime 2015 à Montreux. Sorti 38e de la phase de poules, il bénéficie d'un tableau assez clément pour créer la surprise, éliminant successivement Klod Yunes et Richard Kruse. Il menace un temps le favori italien Andrea Cassarà d'une mauvaise surprise, mais ce dernier s'en sort (15-10) et remporte le titre en finale. Bien que plutôt discret en coupe du monde (aucun podium de 2015 à 2020), Llavador progresse au classement mondial. Il est 23e quand, en juillet 2018, il décroche une nouvelle médaille internationale, le bronze aux championnats du monde. Grâce à cette performance, il rentre pour la première fois dans le top 16 mondial, directement qualificatif pour le tableau final des épreuves de coupe du monde.
En période de qualification olympique pour les Jeux de 2020, Llavador réalise une bonne opération en gagnant son premier titre en coupe du monde au Caire, qui est aussi son premier podium dans ce type de compétition. Il y réalise un parcours jalonné de victoires de prestige, contre Race Imboden au premier tour (15-13), le champion du monde de 2017 Dmitry Zherebchenko (15-12) au second, le finaliste de ces mêmes championnats Toshiya Saitō (15-14) en quart de finale, avant d'infliger deux sévères défaites à Alexander Massialas (15-3) en demi-finale puis contre le vétéran Andrea Cassarà (15-6) en finale. Cette victoire le place au 18e rang mondial, six points derrière le Britannique Marcus Mepstead et huit points devant Alexander Choupenitch, ses deux principaux rivaux pour une qualification olympique.

## Palmarès
- Championnats du monde
  -  Médaille de bronze en individuel aux championnats du monde de 2018 à Wuxi

- Championnats d'Europe
  -  Médaille de bronze en individuel aux championnats d'Europe de 2015 à Montreux
  -  Médaille de bronze en individuel aux championnats d'Europe de 2025 à Gênes

- Jeux méditerranéens
  -  Médaille d'argent en fleuret individuel aux Jeux méditerranéens de 2022 à Oran

## Classement en fin de saison
| Année | 2009 | 2010 | 2011 | 2012 | 2013 | 2014 | 2015 | 2016 | 2017 | 2018 | 2019 |
| ----- | ---- | ---- | ---- | ---- | ---- | ---- | ---- | ---- | ---- | ---- | ---- |
| Rang  | 464  | 204  | 207  | 200  | 183  | 112  | 48   | 68   | 36   | 13   | 27   |